# Kawasaki Ki-61 Hien
 Истребитель И-3 (Ласточка) Сухопутных войск Императорской Японии  (яп.  Рикугун сансики сэнтоки/Кавасаки ки-рокуити) (Истребитель 3 Сухопутных войск (Летящая ласточка)/Ки. 61 конструкции Кавасаки) — одноместный цельнометаллический истребитель Сухопутных войск Императорской Японии Второй мировой войны. Разработан в авиационном КБ завода Кавасаки под руководством Т. Дои в 1941 г.. Принят на вооружение армейской авиации Сухопутных войск Императорской Японии в конце 1942 г. Строился средней серией в 1943-45 гг. Условное обозначение ВВС союзников Тони (Tony). Единственный истребитель Императорской Японии с двигателем Д-40 жидкостного охлаждения. Большинство поздних корпусов перестроены в И-5 путем установки более надежного Д-112 с воздушным охлаждением.

## История

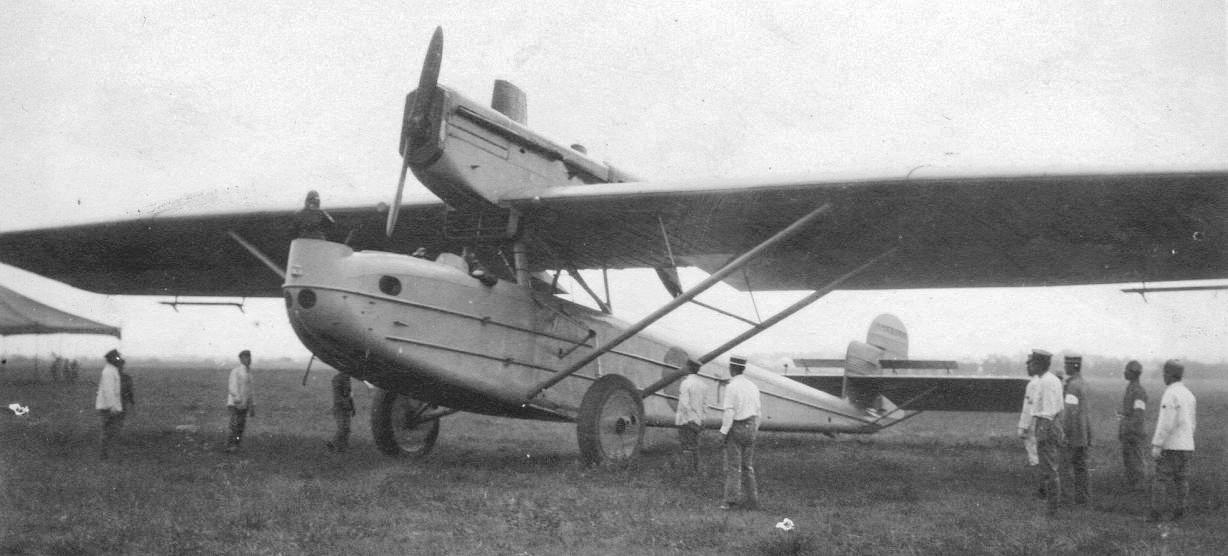
ЛБ-87 (1927 г.)
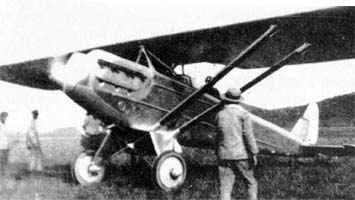
KDA-3 (1928 г.)
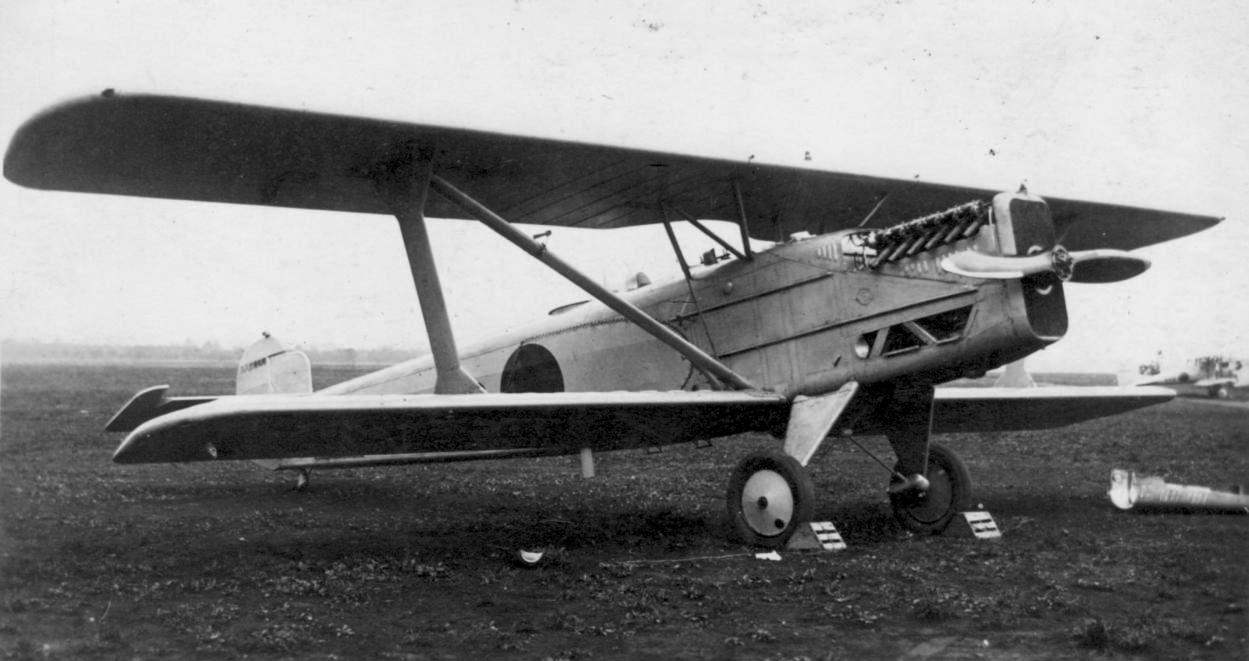
Р-88 (1928 г.)
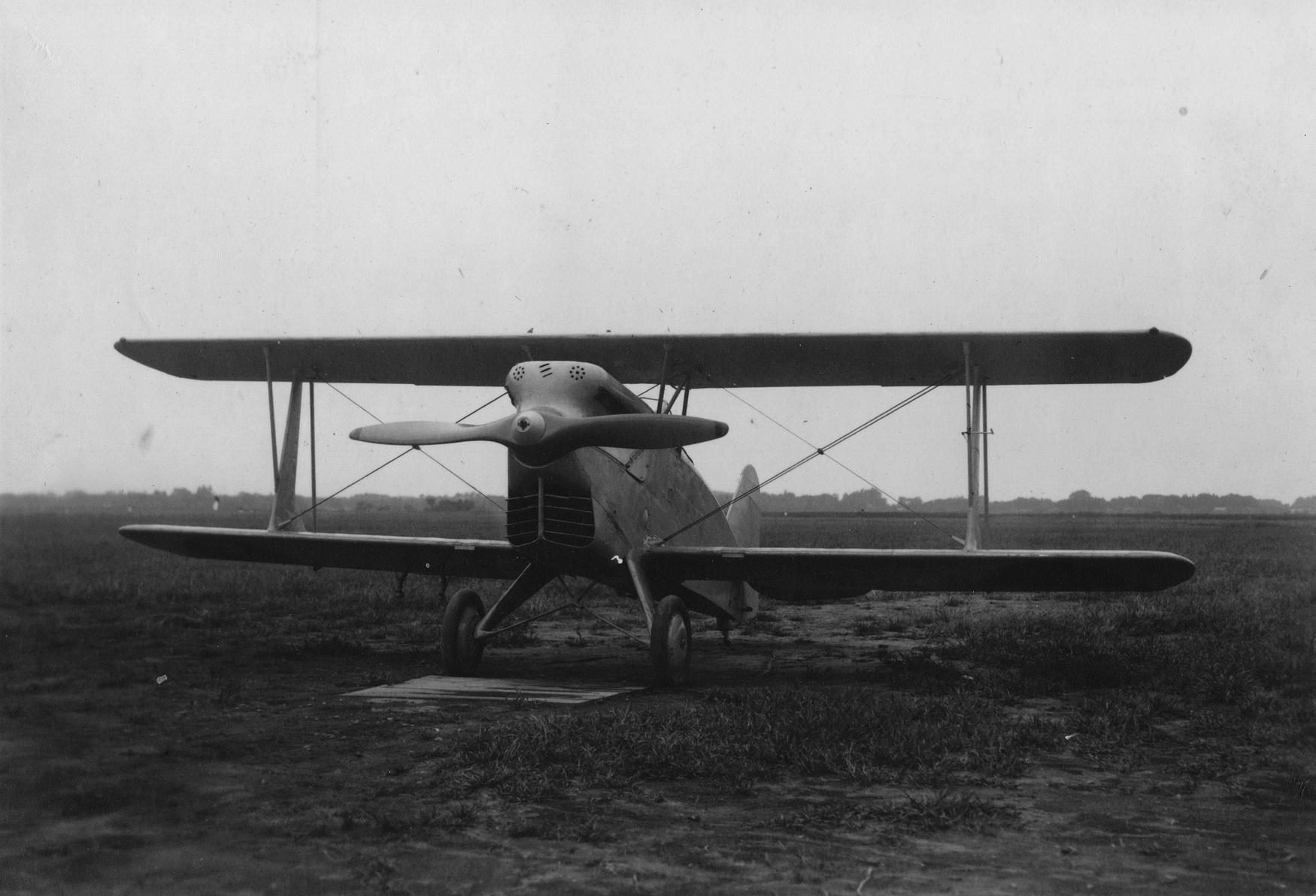
И-92 (1932 г.)
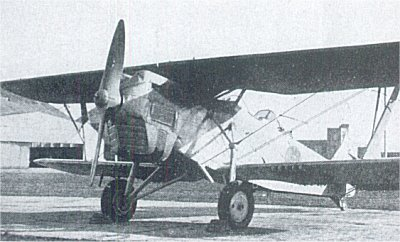
ЛБ-93 (1933 г.)
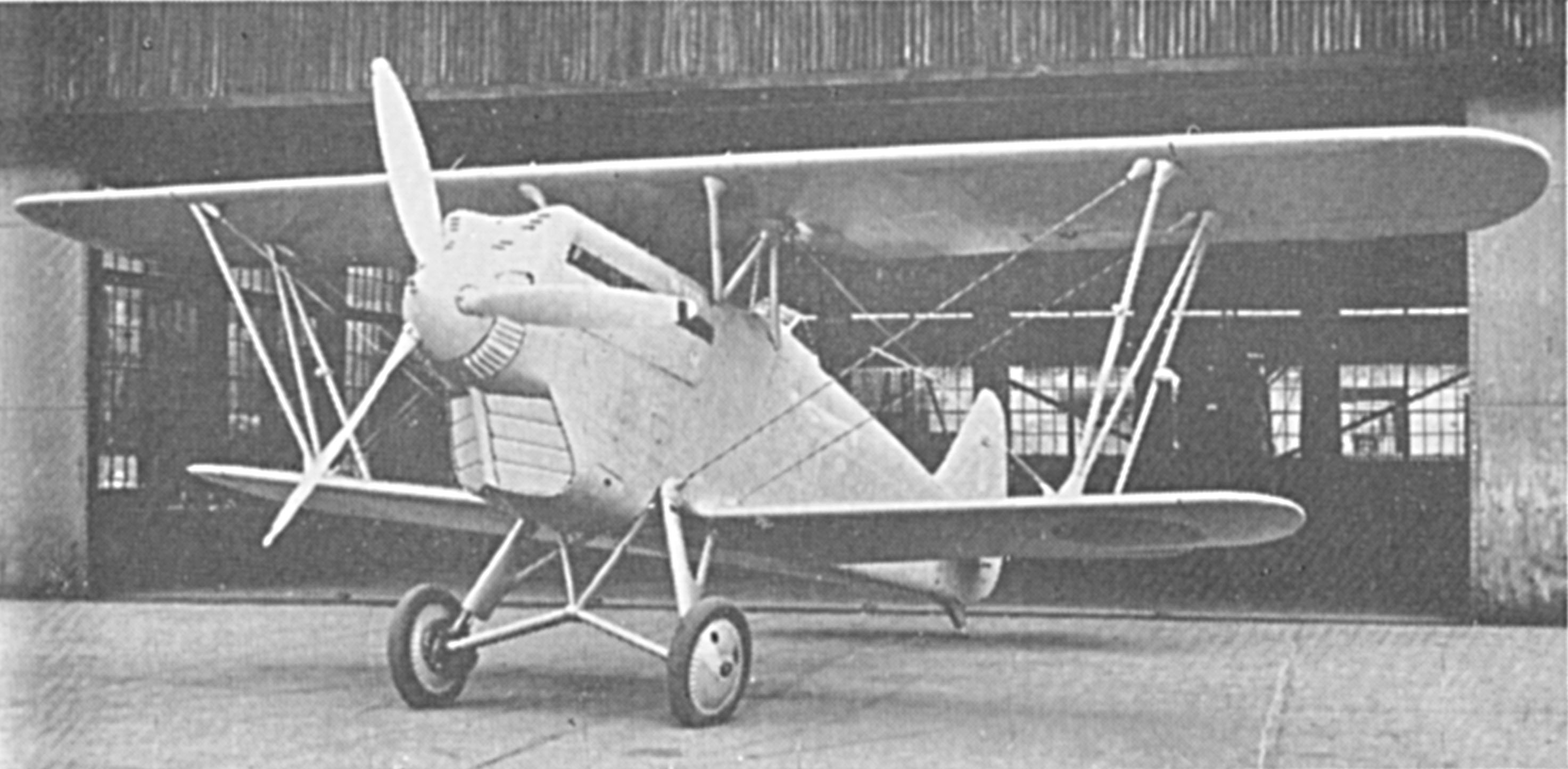
И-95 (1935 г.)
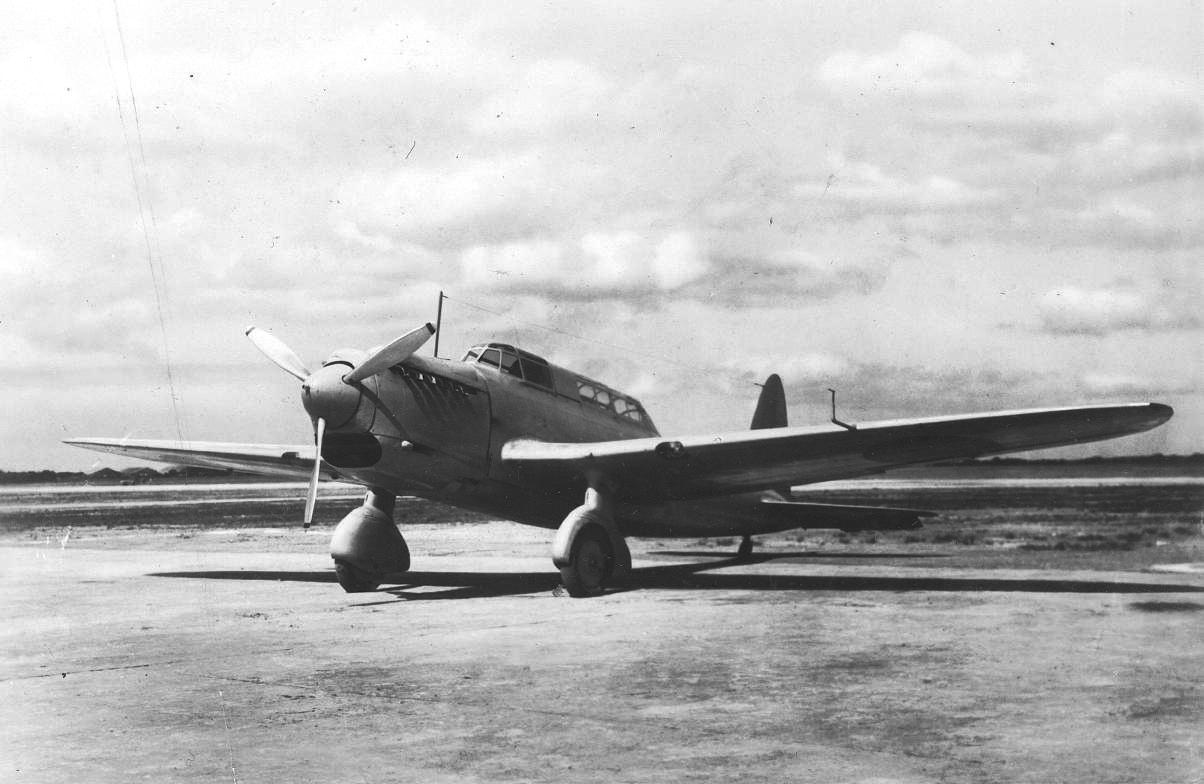
ЛБ-98 (1938 г.)

C конца 1920-х гг. КБ Кавасаки в сотрудничестве с германским авиаконструкторами Р. Фогтом и К. Дорнье занялось разработкой характерных для этого производителя лицензионных рядных двигателей жидкостного охлаждения на основе конструкции БМВ. По заказу Сухопутных войск в 1920-30-х гг. КБ Кавасаки производило опытные KDA-3 (1928 г.), Ки. 5 (1934 г.) и Ки. 28 (1936 г.) с двигателями БМВ. На вооружение были приняты разведчик Р-88 (1928 г.), бомбардировщики ЛБ-87 (1927 г.), ЛБ-93 (1933 г.), ЛБ-98 (1938 г.), истребители И-92 (1932 г.) и И-95 (1935 г.). К концу 1930-х гг. авиазавод Кавасаки был единственным, освоившим авиационные двигатели с жидкостным охлаждением. По мнению КБ, мощный двигатель жидкостного охлаждения утяжелял машину, но давал 20 % аэродинамического качества (и 5 % скорости).

#### Концепция
К 1940 гг. ГУ авиации Сухопутных войск столкнулось с технической проблемой совмещения боевой маневренности с тяжелым вооружением. По мнению КБ Кавасаки (специалист М. Овада), с ростом мощности и защиты появилась необходимость перехода к единой машине. в условиях ведущихся авиацией Сухопутных войск интенсивных боевых действий на всех ТВД концепция 1930 гг. по разделению истребителей на легкие фронтовые и тяжелые ПВО во многом потеряла смысл . Попытки КБ Кавасаки создать двигатель жидкостного охлаждения проявились в опытном Ки. 28 1936 г. с Д-9 (лицензионный БМВ-VI с жидкостным охлаждением). Разгонные характеристики и прочность давали машине преимущество в атаках с пикирования. Один из испытателей (майор Н. Кимура) отмечал Ки. 28, как наиболее яркую машину 1936 г., хотя она и проиграла Ки. 27 КБ Накадзима. Это, по мнению КБ Кавасаки явилось следствием приверженности концепции легкого истребителя. По мнению других специалистов, причиной отказа явилась чрезмерная сложность жидкостного Д-9 для полевых условий Маньчжурии.

#### Силовая установка
С 1936 г. на основе двигателя DB-600 (34 л, 1 тыс. л. с.) КБ Даймлер-Бенц разрабатывал турбированный DB-601 с впрыском Бош (1,2 тыс. л. с.) Технологии Даймлер-Бенц вызвали большой интерес у ГУ авиации ВМС, в связи с чем для КБ Аити и Кавасаки были закуплены два лицензионных пакета (по 0,5 млн иен). В некоторых источниках утверждается, что переговоры в Берлине велись одновременно атташатами Сухопутных войск и ВМС. Сотрудник атташата Сухопутных войск по вопросам авиации (майор Т. Като) говорил, что руководство атташата ВМС убеждало его отказаться от второго контракта. Несмотря на недоумение Даймлер-Бенц, японская сторона оплатила две одинаковые лицензии для Сухопутных войск и ВМС. По мнению военного историка Ф. Фуруминэ, ситуация с лицензированием была более сложной. По требованию КБ Аити атташат ВМС закупил лицензию на производство карбюраторного DB 600. Позже было принято решение о закупке двух одновременных лицензий на впрысковый DB 601, поскольку Даймлер-Бенц без разрешения концерна Бош предоставил японской стороне документацию системы электронного впрыска. Разработка турбированного Д-40 была завершена в конце 1940 г., а в конце лета 1941 г. началось серийное производство на заводе Кавасаки-Кагамихара.  Гендиректор Кавасаки (С. Итани) вспоминал, что после выдачи согласия на закупку лицензии А. Гитлер иронизировал над несогласованностью действий Вооруженных сил Императорской Японии, одновременно отметив, что Германии потребовалось несколько лет, чтобы разработать двигатель, который Япония оценила только в 1 млн иен (примерно 40 млн долл. сегодня).

#### Разработка

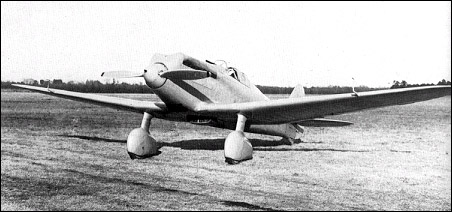
Ки. 28 (1936 г.)
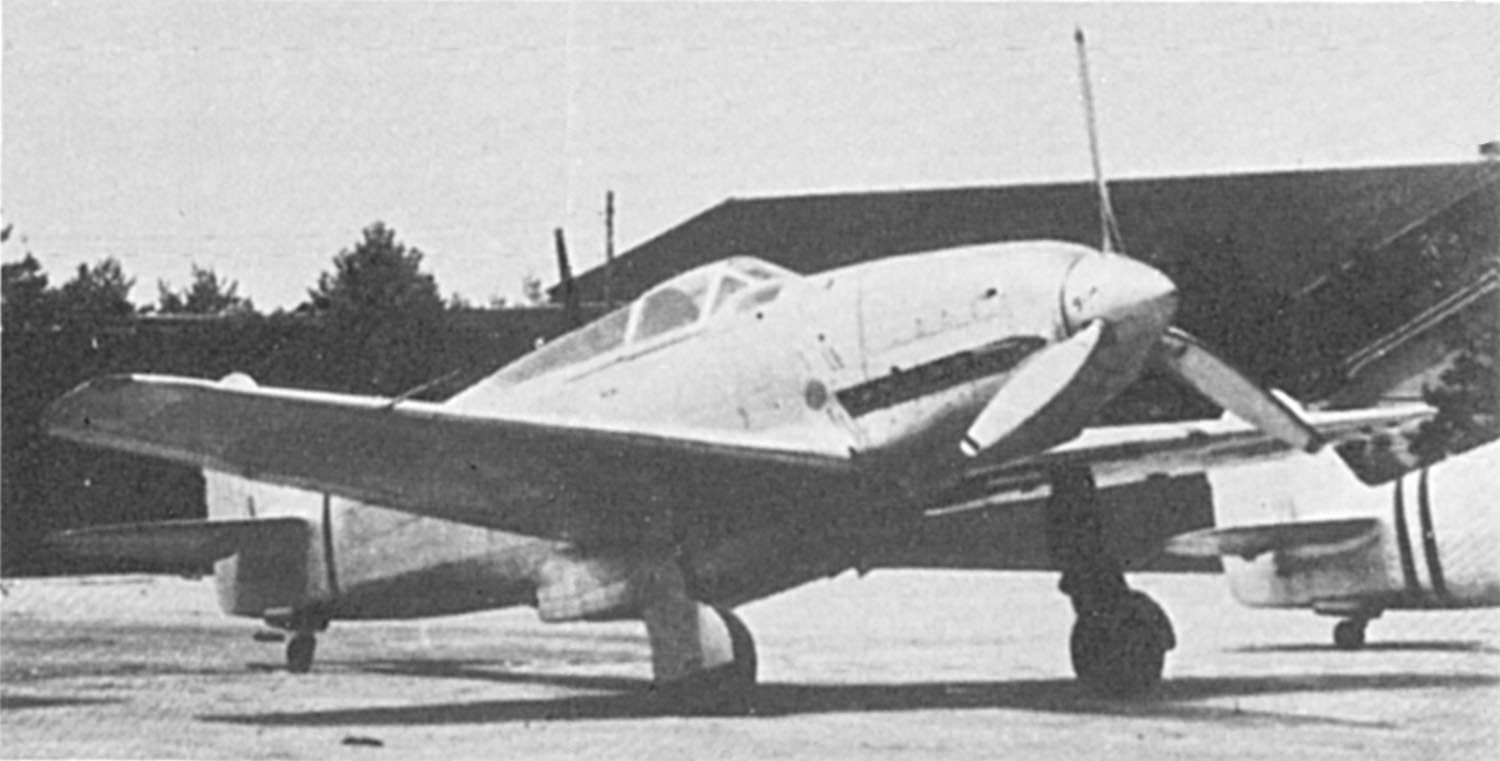
Ки. 60 (1941 г.)
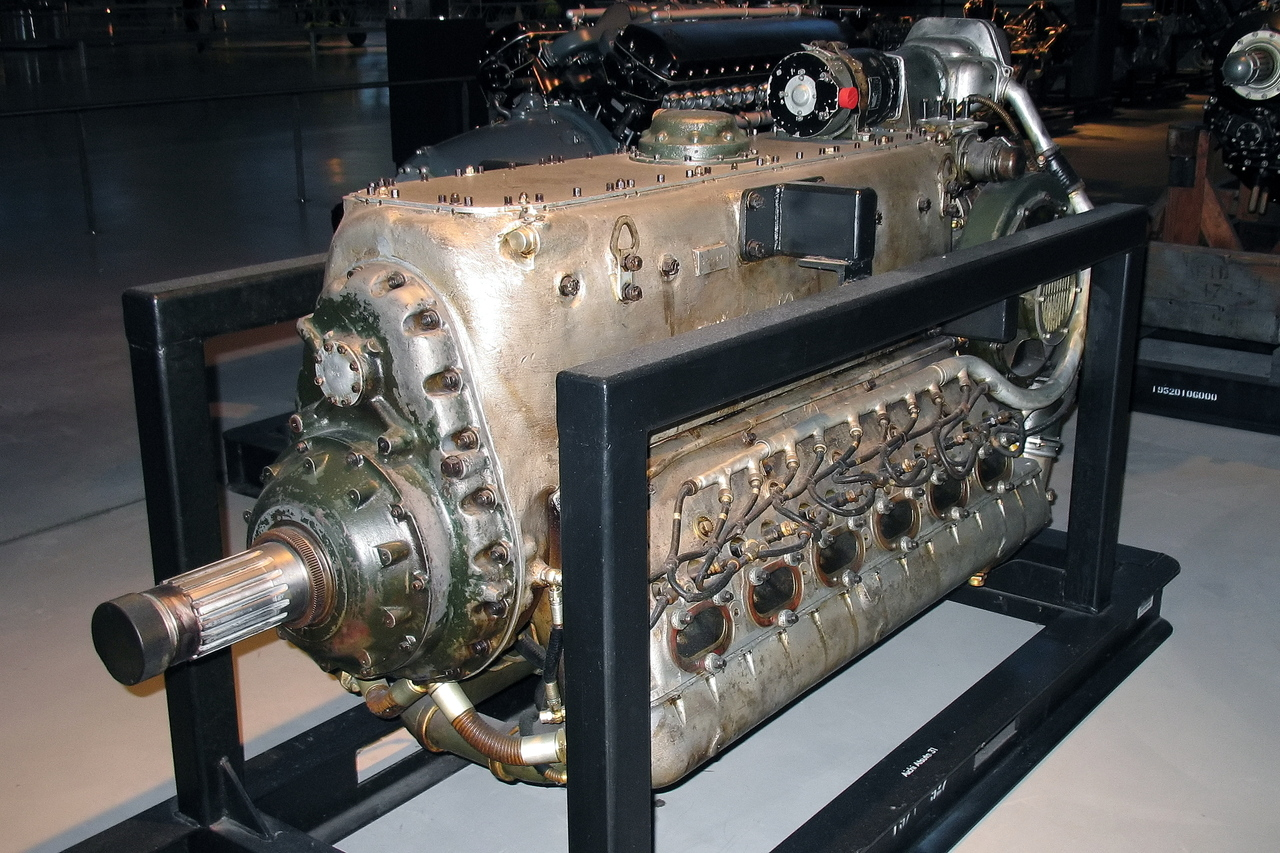
Авиадвигатель Д-40
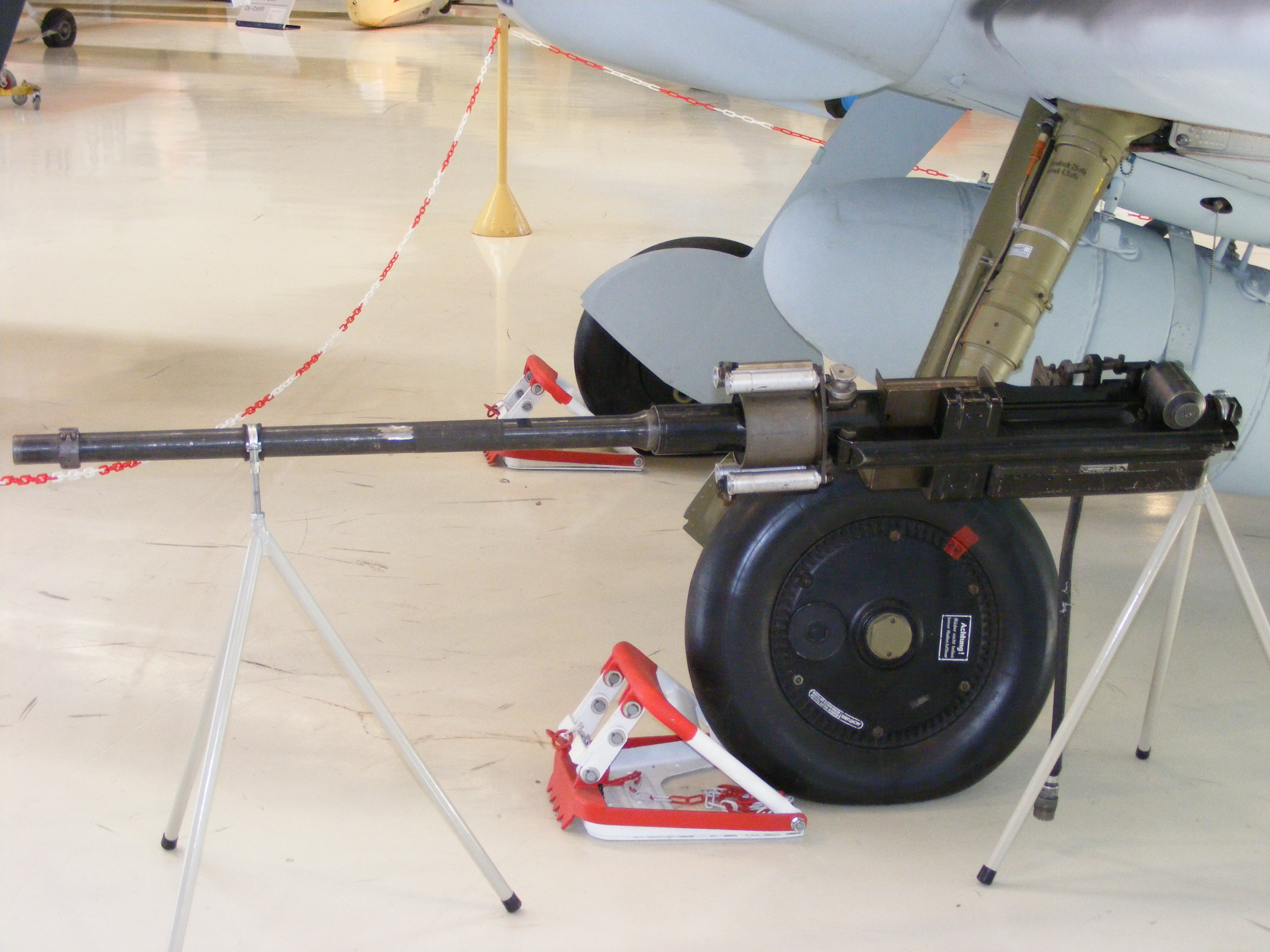
Авиапушка Маузер (20 мм)

В конце 1940 г. ГУ авиации Сухопутных войск выдало ТТЗ на разработку пары перехватчик-фронтовой истребитель (Ки. 60-61), которые являлись развитием Ки. 28 с двигателем жидкостного охлаждения. Работы по перехватчику начались немедленно, по истребителю в конце года. К лету 1941 г. был готов полномасштабный макет Ки. 61, но ГУ авиации имело серьезные сомнения по возможностям КБ Кавасаки сдать машины в срок. 
Первый опытный Ки.61 был поднят в воздух в декабре 1941 с заводского аэродрома Кавасаки-Кагамихара. Хорошее впечатление на испытателей произвели летные характеристики, протектированные баки и сильное вооружение. Вопросы вызывало нагруженное по меркам Сухопутных войск крыло (146.3 кг/м2 при снаряженной массе 2,9 т, до 92.6 кг/м2 у маневренных И-1 и И-97). Для выяснения возможности ведения маневренного боя на новой машине, в начале 1942 г. с участием летчика-испытателя КБ Мессершмитт В. Штера были организованы сравнительные испытания закупленного в Германии Me-109E-7, основного на тот момент И-1 Сухопутных войск, опытной пары Ки.61, опытного Ки. 44 (позже И-2) и трофейных ЛаГГ-3 и Р-40.
Несмотря на сомнения, на заводских испытаниях опытный Ки. 61 показал скорость 590 км/ч (Ме-109 560 км/ч, малосерийный И-2 580 км/ч). По скорости Ки. 61 превзошел Ме-109E на 30км/ч, имея преимущество в скороподъемности и радиусе виража, по маневренности уступив только фронтовому И-1.
Осенью 1942 г. в управлении авиаприемки Сухопутных войск (в/ч Фусса) проводилось совещание видов Вооруженных сил по теме сравнения истребительной техники Сухопутных войск с новейшей техникой ВМС (перехватчики Луна и Гром) и машинами противника (P-40, Харрикейн, Ме-109E и др.). Предварительные оценки говорили о преимуществе Ки.61 в скорости полета и на вираже. Взлетная мощность Д-40 составляла 1,2 тыс. л.с., при массе ранних И-3 до 3,2 т. набор 6 км И-3 делал за 8,5 мин., Ме-109E-7 (2,5 т) – за 7,5 мин., Ме-109F (2,8 т) – за 6,5 мин. На высокую прочность крыла и фюзеляжа указывало ограничение по пикированию до 850 км/ч (до 750км/ч у пятой модификации И-0).
Машина имела жёсткую проводку управления элеронами и рулями высоты и тросовую - руля направления. По мнению летчиков ВМС, положительными сторонами новой машины были удобная кабина и устойчивость, негативными – малая скороподъемность, ограниченный обзор и тяжелая ручка с закусыванием на пикировании. На втором совещании в декабре специалисты ВМС дополнительно отметили разгонные характеристики И-3, посчитав, что до этого им не встречалась столь динамичная машина. Присутствовавший Т. Дои отнес это к аэродинамике малой лобовой проекции. Одновременно летчики ВМС указали на нехватку боевой скороподъемности при сопровождении бомбардировочной авиации с полной заправкой.
После данного совещания Вооруженных сил  Т. Дои и С. Овада были удостоены премии газеты Майнити и Сухопутных войск  суммой 15 тыс. иен (до 600 тыс. долларов сегодня), передав ее в фонд концерна. Осенью 1943 г. Ки. 61 был принят на вооружение Сухопутных войск как И-3  (яп.  Сансики сэнтоки).

## Проблемы с силовой установкой
Коленвал DB 601 фрезеровался из никель-хром-молибденовой стали, а на Д-40 – из хром-молибденовой (без дефицитного на тот момент никеля). Закалка поверхности коленвала велась индукционным способом, однако через 100 час. нередко появлялось растрескивание, что приводило к загибу коленвала. Также на балансировку вала влияло невыполнение допуска по закругленности (до 3 микрон). Позже технология закалки была изменена на печной отжиг, но это не исправило всех проблем с прочностью. На некоторых DB601 также использовались коленвалы без легирования никелем, однако для большей прочности на них применялась технология азотирования поверхности. Командир роты МТО ИАЭ №244 (капитан Ю. Моро) вспоминал, что моторесурс коленвалов Д-40 составлял не более 80 часов.
Основной проблемой являлось то, что уровень обработки деталей системы впрыска высокого давления Д-40 и Ацута на тот момент превышал возможности  промышленности. В связи со срывом поставок большой партии высокотехнологичных станков из Германии после ее нападения на СССР, авиапромышленность испытывала серьезные затруднения с производством форсунок высокого давления (более 90% брака). Из-за высокого давления имелись протечки и повреждения топливопроводов. Некоторые источники считают, что проблемы системы впрыска были связаны с отсутствием официально приобретенной лицензии концерна Бош. Иногда встречается также мнение, что на Д-140 частично ставился отечественный впрыск Мицубиси (от авиадвигателя Марс воздушного охлаждения).
В связи с нехваткой высокотехнологичных обрабатывающих станков на заводах Кавасаки точность обработки шариков шарикоподшипников для Д-40 отличалась на порядок, многие шарики доводились до допусков ручной полировкой, что приводило к их быстрому выгоранию. На качество подшипников влияло нестабильное качество баббита, что приводило к разрушению шатунов и коленвала. К разрушению оси коленвала приводило и нарушение допусков роликовых подшипников у шатунов. Европейские подшипники SKF имели допуск поверхности до 1 микрон, японская промышленность 1930 гг. обеспечивала допуски не менее 12 микрон. Для двигателей Д-140 и Ацута допуск ужесточили до трех микрон, но на заводе Кавасаки-Акаси в большом числе работали малоквалифицированные мобилизованные рабочие, что сильно влияло на качество. По замерам на сохранившемся Д-40 в 1998 г. допуск закругленности роликов составлял до 22 микрон (0.5 микрон по требованиям современного техстандарта JIS Японии).

## Строевые обозначения и модификации
В документации Сухопутных войск первое время использовались обозначения «Машина/Истребитель 61»  (яп.  Рокуитики/Рокуитисэн). С 1942 г. Сухопутные войска начали переход с цифровых шифров на имена собственные. Истребители И-1, И-2, И-3 и И-4 получили наименования Сапсан, Бесогон, Ласточка и Буря  (яп.  Хаябуса, Сёки, Хиэн и Хаятэ). Противник присвоил И-3 условное обозначение Тони (Tony) с намеком на итальянский след машины. За характерный силуэт И-3 нередко именовали Кавасаки-Мессершмиттом. В 1945 г. военная печать утверждала, что
...Ласточка Сухопутных войск парит высоко в небе с грацией и легкостью настоящей птицы
.

#### Первая модификация
- Ранняя — с синхронизированными АП-1 и крыльевыми АП-89
- Средняя — с четырьмя АП-1.
- Поздняя — с усиленным крылом, пилонами, синхронизированными Маузер/АП-5 и крыльевыми АП-1.
- Последняя — c разъемной хвостовой частью (часть с опытными АП-3 30 мм)

(2,8 тыс. ед. до весны 1945 г.)
- Модернизация И-3-1М — ранние/средние серии, переоборудованные в пушечные

#### Вторая модификация
- Основная с Д-140 (1,5 тыс. л. с.) и увеличенным крылом

(110 ед. до лета 1945 г. )
- Модернизации И-3-2М со смешанным вооружением и И-3-2М-2 с четырьмя АП-2 (20 мм)

#### Опытные
- 10 ед. Ки. 61
- Первая модификация с деревянной хвостовой частью
- Вторая модификация с каплевидным фонарем
- Третья модификация с Д-240 (1,8 тыс. л.с) и каплевидным фонарем.

Данные по разработке и производству опубликованы в годовой статистике концерна Кавасаки за 1945 г..

## Характеристики

Первая модификация

| И-3                         |                       |                                        |                                        |
| Характеристики              | Первая модификация    | Первая модификация                     | Вторая модификация                     |
|                             | ранняя                | поздняя                                | Вторая модификация                     |
| Технические                 |                       |                                        |                                        |
| Экипаж                      | 1 чел.                | 1 чел.                                 | 1 чел.                                 |
| Длина                       | 8,8 м                 | 9 м                                    | 9,2 м                                  |
| Размах (площадь) крыла      | 12 м (20 м²)          | 12 м (20 м²)                           | 12 м (20 м²)                           |
| Высота                      | 3,7 м                 | 3,7 м                                  | 3,75 м                                 |
| Масса пустого (снаряженная) | 2,4 т (3,2 т)         | 2,7 т (3,5 т)                          | 2,9 т (3,9 т)                          |
| Силовая установка           |                       |                                        |                                        |
| Двигатель                   | Д-40                  | Д-40                                   | Д-140                                  |
| Мощность                    | 1,2 тыс. л. с. (34 л) | 1,2 тыс. л. с. (34 л)                  | 1,5 тыс. л. с. (34 л)                  |
| Объём                       | 34 л                  | 34 л                                   | 34 л                                   |
| Тяговооружённость           | 312 л. с./кг          | -                                      | -                                      |
| Лётные                      |                       |                                        |                                        |
| Макс. скорость (5 км)       | 590 км/ч              | 560 км/ч                               | 610 км/ч                               |
| Дальность                   | 2,9 тыс. км (с ПТБ)   | 1, 8 тыс. км                           | 1,6 тыс. км                            |
| Потолок                     | 13 км                 | 13 км                                  | -                                      |
| Нагрузка на крыло           | 155 кг/м²             | 174 кг/м²                              | 165 кг/м²                              |
| Время набора (5 км)         | 5.5 мин.              | 7 мин.                                 | 6 мин.                                 |
| Вооружение                  |                       |                                        |                                        |
| Стрелковое                  | крыльевое 4 ед. АП-1  | синхр. 2 ед. АП-1 крыльевое 2 ед. АП-5 | синхр. 2 ед. АП-1 крыльевое 2 ед. АП-5 |
| Подвесное                   | 2 ед. ОФАБ-100        | 2 ед. ОФАБ-250                         | 2 ед. ОФАБ-250                         |

## Боевое применение

### ИАбр № 14Сухопутных войск

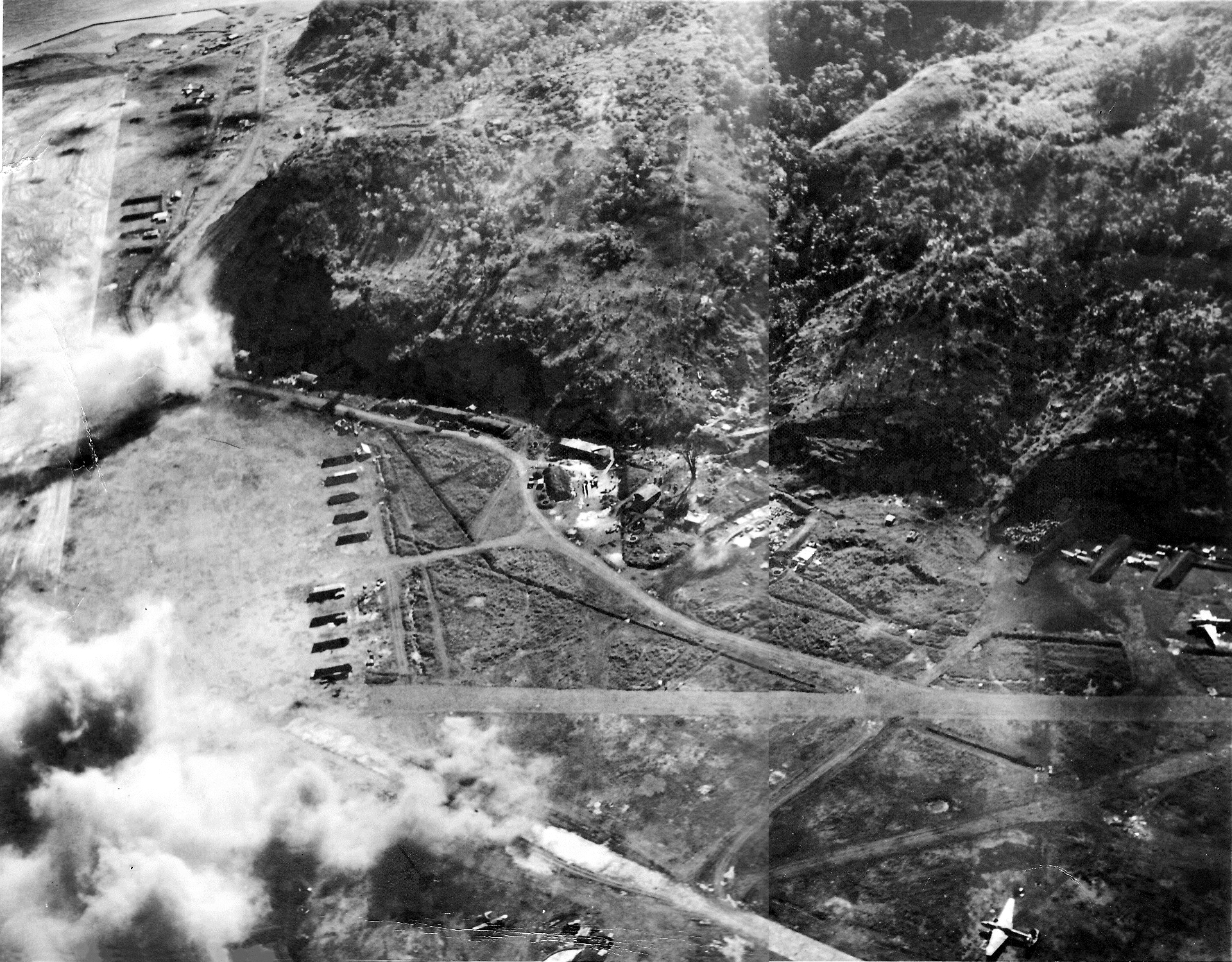
ПМТО ВМС Трук
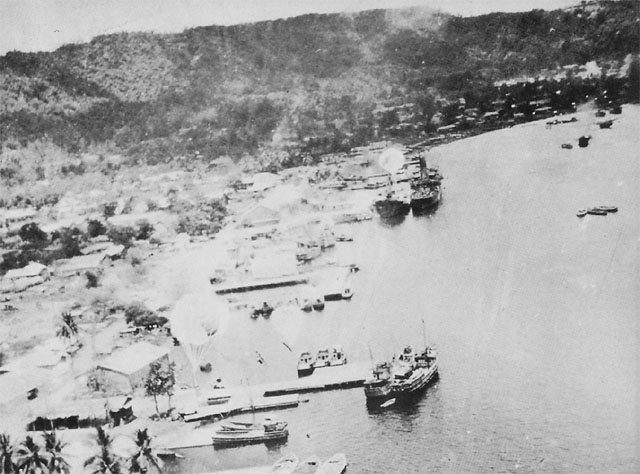
ПМТО ВМС Рабаул (1942 г.)
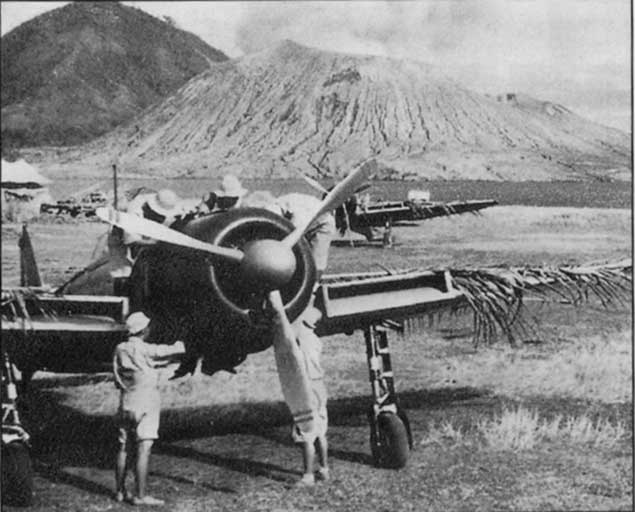
И-0 в ПМТО ВМС Рабаул (весна 1943 г.)
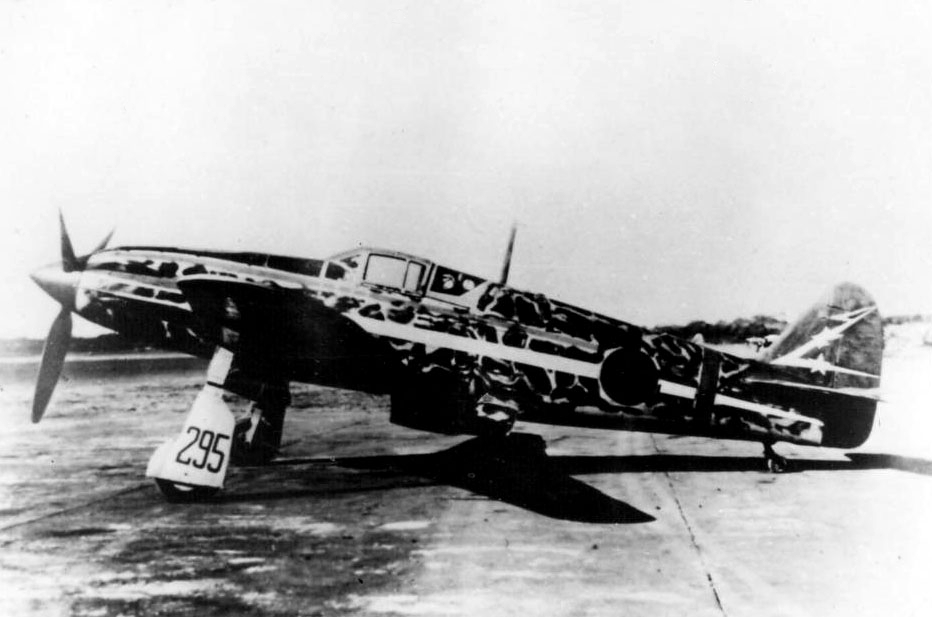
Машина ИАЭ №244 (комэск Т. Кобаяси, 1945 г.)

С конца 1942 г. Ставка Императорской Японии столкнулась с высадкой 1-й ДМП США на арх. Соломоновых о-вов (о. Гуадалканал). Задачей авиации Южного Фронта являлось обеспечение ПВО основного ПМТО ВМС Рабаул. К концу 1942 г. штаб фронта сосредоточил в ПМТО Рабаул САбр № 12 Сухопутных войск (две ИАЭ и три БАЭ). Костяк бригады был потерян при отражении налетов авиации США, и было принято решение о переброске туда же ИАбр № 14 Квантунской армии Сухопутных войск, которая начала переподготовку на И-3 в летном училище Сухопутных войск Акэно. В первых полетах выявилась сложностью обслуживания и значительное число проблем, связанных с обходной технологией производства. Неполадки приходились на перегрев и выкипание системы охлаждения на взлетном режиме, паропробки в бензопроводе и ненадежность электрооборудования. Жаропрочность и долговечность механических деталей сильно снижалась отказом от использования легированных никелевых сталей. Корабельная авиация ВМС испытывала схожие трудности с двигателем Ацута на пикировщике Комета. Из-за недостатка техсостава полеты проводились с нарушением техники безопасности без устранения неисправностей. Комэск ИАЭ № 68 (майор М. Симояма) обратился в ГУ авиации Сухопутных войск (генерал-майор Т. Кавабэ) с рапортом о неготовности техники. Подав повторный рапорт в управление авиаприемки, офицер получил предупреждение о служебном несоответствии.

#### ИАЭ № 68
Весной 1943 г. ИАЭ № 68 (5 рот, 45 ед. техники) была переброшена на арх. Микронезии (ат. Трук) на борту авиаплавбазы Тайё. Летный состав имел пилотажные навыки и представление об особенностях машины, но не имел опыта полетов над морем, и при облетах с арх. Микронезии несколько машин разбилось с гибелью летчиков. Проблему представляла дальность полета при дефиците ПТБ (по 2 ед. на командирских и по 1 ед. на линейных машинах). Неполадки бензосистемы и высокий расход топлива ограничили дальность машины до 1,5 тыс. км (проектная 2 тыс. км), что делало крайне рискованным беспосадочный перелет на 1,3 тыс. км. В конце апреля ИАЭ № 68 совершила первую попытку вылета, которая была сорвана неполадками на машине комэска и падением еще одной машины в море (сержант М. Ооки). Через четыре дня роты для страховки должны были взлетать с интервалом в час, когда выяснилось, что Р-100 сопровождения вынужден остаться на аэродроме в связи с неполадками силовой установки.
Передовая группа включала штабное звено (комэск м-р М. Симояма, начштаба к-н С. Асано; ст. сержанты Т. Нисикава и Я. Инами) и роту № 1 (капитаны Т. Накагава и Н. Огава, сержанты Г. Сираяма, Х. Икэда, А. Куройва, Т. Ямадзаки и М. Ёсида, капрал Х. Тэраваки). В воздухе ведомые заметили ошибку курса в 30 гр., но из-за неполадок с радиооборудованием не смогли оповестить комэска и ротного. Через полчаса после взлета пара начштаба была вынуждена вернуться на аэродром, группа комэска продолжила полет с отклонением от курса. Еще через два часа (ат. Капираманги) при пожаре бензосистемы упали в море и погибли замкомроты и сержант М. Ёсида. Около часа комэск корректировал курс, понимая, что группа не имеет запаса по топливу. На удалении 250 км от ПМТО ВМС Рабаул (арх. Туамоту) комэск отдал приказ о посадке по выработке топлива и с сержантом Т. Ямадзаки ушел на близлежащий арх. Гамбье. Сержант Я. Инами после вынужденной был подобран рыбаками у арх. Бисмарка. Пятерка продолжила полет в сторону Н. Гвинеи, но топлива хватило только до о. Н. Британия. Всего была потеряна десятка машин с гибелью троих летчиков, роты № 2-3 опередили роту № 1 с прибытием в ПМТО Рабаул. После перелета ИАЭ № 68 была подчинена ИАБр № 12. Боеготовыми были только роты № 2-3 (18 машин), которые через две недели сделали первый вылет на прикрытие бомбардировочной авиации.

#### ИАЭ № 78
К лету 1943 г. переподготовку на И-3 закончила ИАЭ № 78, после чего было принято решение о ее переброске в ПМТО Рабаул. Учитывая потери ИАЭ № 68, штаб ИАБр № 14 принял решение о переброске ИАЭ № 78 через о. Тайвань и арх. Филиппин(до 9 тыс. км) с промежуточными дозаправками . К середине июня 1943 г. в ПМТО ВМС Рабаул прибыла одна рота авиации и рота МТО ИАЭ № 68. Несмотря присутствие техгрупп, неполадки продолжались, и до середины лета из пяти рот удалось перебросить три. В июле штаб ИАБр № 14 принял решение о передислокации на аэродром Сухопутных войск Вевак. Вылеты на сопровождение дальней авиации сопровождались неполадками Д-40, что невыгодно отличало И-3 от надежных И-0. Западные источники считают, что, несмотря на большие технические трудности, прибытие И-3 на Южный фронт затруднило действия ИА США, Великобритании и Австралии (истребители P-40).

### ИАД № 7Сухопутных войск
Летом 1943 г. было проведено развертывание воздушных армий (ВА) Сухопутных войск и ВМС. ИАбр № 14 Сухопутных войск была развернута в ИАД № 7  в составе ВА № 4 (Н. Гвинея). В конце лета полевые аэродромы ВА № 4 в Папуа-Н. Гвинее подверглись налетам дальней авиации США (B-24 и B-25) под прикрытием ИА (P-40, P-38, P-47). Число боеспособной авиатехники упало до 40 ед. (из них менее десяти И-3). К концу года ИАД № 7 начала получать первые пушечные И-3 (частично с авиапушками Маузер). К 1944 г. в составе ИАД № 7 насчитывалось менее 10 боеготовых И-3 .

## Оценка машины
Не уступая любой машине США в огневой силе, И-3 имел проблемы с силовой установкой и радиооборудованием, что осложняло управление боем. Пленные летчики ИАЭ №77 утверждали, что И-3 мог рассчитывать на победу в индивидуальном бою с P-38, но в групповом шансов не имел. Ротный ИАЭ №244 (капитан Г. Такэда, выпуск 1941 г., после войны генерал ВВС Самообороны и председатель Штабного комитета ССО) считал недостатком И-3 плохую скороподъемность и крайне ограниченный обзор на взлете. 
При хорошем вооружении и характеристиках пикирования, И-3 имел меньшие скорость и скороподъемность, а по радиусу виража примерно соответствовал P-40. Чтобы не вступать с маневренным противником в бой на виражах, против основного для Сухопутных войск И-1 с относительно слабым вооружением P-38 наиболее часто применяли лобовые атаки, но это слабо срабатывало против И-3 с мощным вооружением и жидкостным двигателем малой проекции. По мнению летного состава, по характеристикам И-3 незначительно превосходил P-40 по всем характеристикам, по маневренности превосходил P-38, но сильно уступал в скорости. С P-38 И-3 мог вести успешный бой внезапным ударом сверху, но хорошо защищенного противника было трудно повредить даже крупнокалиберной очередью.
Летный состав США считал И-3 довольно легким противником, примерно равным P-40N, хотя, в отличие от И-1 и И-0, И-3 был способен противостоять противнику в боях на вертикалях, особенно на малых высотах. На гвинейском фронте летчики Сухопутных войск США считали, что И-3 способен догнать P-38 в горизонтальном полете на высотах менее 6 км. Некоторые считали, что даже на полном газу P-38 не был способен догнать уходящий И-3. Многие летчики докладывали, что И-3 отличался агрессивностью и не выходил из боя столь быстро, как обычный И-1 Летный состав 35-й ИАЭ СВ США отмечал сильное вооружение и высокую скорость на пикировании, хотя И-3 уступал легкому И-1 в разгонных характеристиках и маневренности. При этом в стратегической филиппинской операции летчики ВМС США на новейших F6F уже считали И-3 легким противником.
В отличие от фронтовых летчиков, высоко оценили трофейный И-3 летчики Сухопутных войск США. Отзыв РУ Сухопутных войск США об И-3 в 1943 г. включал слова 
«…отлично защищенная машина с сильным вооружением из крупнокалиберной и винтовочной пулеметных пар»
При жалобах на тесноту кабины и низкий, ограничивавший обзор фонарь, отмечалась удобность приборной доски и органов управления, приятность пилотирования и легкость на взлете и посадке (но со скорости 330 км/ч отмечалось утяжеление элеронов) . Сложным было техобслуживание, особенно масляной системы, что снижало реальные характеристики машины. В отчете отмечена скорость полета свыше 580 км/ч (что несколько выше данных производителя в 1944 г. - 570 км/ч.) В 1945 г. вторая модификация с Д-140 достигла скорость 680 км/ч на 8,5 км.